# Matej Mugerli
Matej Mugerli, född 17 juni 1981 i Nova Gorica, är en professionell slovensk tävlingscyklist. Han blev professionell 2005 med det italienska UCI ProTour-stallet Team Liquigas, samma stall som han tävlade med fram till säsongsslutet 2009. Under slutet av 2004 tävlade Mugerli som stagiaire (lärling) för Vini Caldirola - Nobili Rubinetterie.
Som amatör vann han etapp 3 och 4 av Volta do Rio de Janeiro, GP Industrie del Marmo, etapp 4 på Giro del Friuli Venezia under säsongen 2004. Han segrade också i Giro del Friuli Venezia Giulia slutsammanställning samma år. 
Under säsongen 2006 vann han den sjätte etapp på Katalonien runt en sekund framför Thor Hushovd och Manuel Quinziato.
Matej Mugerli slutade trea på de slovenska nationsmästerskapens tempolopp 2008. Tidigare under säsongen slutade han två på uppvisningsloppet Po Ulicah Ajdovščine efter landsmannen Kristjan Koren.

## Meriter
2006
Etapp 6, Katalonien runt
2007
2:a, GP Kranj
4:a, Slovenska nationsmästerskapen - tempolopp
4:a, etapp 5, Dauphiné Libéré
5:a, bergstävlingen, Tyskland runt
22:a, världsmästerskapen - landsväg
2008
3:a, Slovenska nationsmästerskapen - tempolopp

## Stall
- 2004 Vini Caldirola - Nobili Rubinetterie (stagiaire)
- 2005-2008 Team Liquigas